# کالیمانتسی (استان وارنا)
کالیمانتسی (به بلغاری: Kalimantsi) یک منطقهٔ مسکونی در بلغارستان است که در استان وارنا واقع شده‌است.
 کالیمانتسی  ۳۸۴ نفر جمعیت دارد.